# František Pavel z Wallisu
František Antonín Pavel hrabě Wallis z Karighmainu (německy Franz Paul von Wallis, resp. Franz Anton Paul Graf Wallis von Karighmain, leden 1678 – 18. říjen 1737) byl rakouský šlechtic ze starého irského rodu Wallisů (Walshů) a císařský válečník.

## Život
František Pavel se narodil jako syn Arnošta Jiřího z Wallisu a jeho manželky Marie Magdaleny Alžběty z Attemsu. Jeho bratr Jiří Olivier z Wallisu byl císařský polní maršál. Rod Wallisů, jehož jedna větev z důvodu nábožensko-politického pronásledování opustila rodné panství Carighmain (dnes Carrickmines na jižním předměstí Dublinu) a přešla již roku 1612 do císařských služeb.
František Pavel byl majitelem stejnojmenného pěšího pluku Wallis. Mezi lety 1716 až 1729 byl velitelem pevnosti Temešvár. V roce 1719 založil obec Freidorf (dnes součásti Temešváru). 
Občas byl zástupcem guvernéra Temešvárského banátu polního maršála Claudia Florimunda Mercyho. Mezi lety 1727 až 1734 byl guvernérem v Lucemburku a byl po něm pojmenována Fort Wallis, část městského opevnění. Od roku 1734 byl gubernátorem v Sedmihradsku se sídlem v Hermannstadtu. V roce 1735 měl hodnost polního podmaršálka a od roku 1736 byl členem Dvorské válečné rady

### Manželství
František Pavel byl ženatý s Cecílií z Lichtenštejna, jejich manželství však bylo bezdětné.